# Lijst van rijksmonumenten in Nieuwpoort
De plaats Nieuwpoort (Zuid-Holland) telt 52 inschrijvingen in het rijksmonumentenregister, hieronder een overzicht.
| Object | Oorspronkelijke functie?  | Bouwjaar                           | Architect | Locatie                                          | Coördinaten?                  | Nr.?   | Afbeelding                      |
| --- | ------------------------- | ---------------------------------- | --------- | ------------------------------------------------ | ----------------------------- | ------ | ------------------------------- |
| Woonhuis onder zadeldak tussen puntgevels. Vormt met het buurnummer 7 een geheel | Woonhuis                  | 17e eeuw                           |           | Binnenhaven 5                                    | 51° 56' 6" NB, 4° 52' 8" OL   | 30566  | Meer afbeeldingen               |
| Woonhuis onder zadeldak tussen puntgevels. Vormt een geheel met het buurnummer 5 | Woonhuis                  | 17e eeuw                           |           | Binnenhaven 7                                    | 51° 56' 6" NB, 4° 52' 8" OL   | 30567  | Meer afbeeldingen               |
| Pand onder zadeldak en met aan de voorzijde eenvoudige puntgevels | Woonhuis                  | 19e eeuw                           |           | Binnenhaven 17                                   | 51° 56' 5" NB, 4° 52' 9" OL   | 30568  | Meer afbeeldingen               |
| Hervormde kerk | Kerk en kerkonderdeel     | eerste helft 16e eeuw              |           | Binnenhaven 21                                   | 51° 56' 5" NB, 4° 52' 10" OL  | 30569  | Meer afbeeldingen               |
| Schoolmeestershuis | Woonhuis                  | tweede kwart 19e eeuw              |           | Binnenhaven 23                                   | 51° 56' 4" NB, 4° 52' 9" OL   | 30570  | Meer afbeeldingen               |
| Dwarshuis onder zadeldak tussen puntgevels van IJsselsteen met rode vlechtingen | Woonhuis                  | 18e eeuw                           |           | Binnenhaven 29                                   | 51° 56' 3" NB, 4° 52' 10" OL  | 30571  | Meer afbeeldingen               |
| Pand met afgewolfd zadeldak en ingezwenkte gevel onder rechte lijst waarin gesneden deur | Boerderij                 | 17e eeuw (oorsprong)               |           | Binnenhaven 33                                   | 51° 56' 2" NB, 4° 52' 11" OL  | 30572  | Meer afbeeldingen               |
| Pand onder hoog, afgewolfd zadeldak en met gepleisterde, ingezwenkte gevel onder rechte lijst | Woonhuis                  | 17e eeuw                           |           | Binnenhaven 37                                   | 51° 56' 2" NB, 4° 52' 11" OL  | 30573  | Meer afbeeldingen               |
| Herenhuis met verdiepingen en dwars schilddak | Woonhuis                  | tweede kwart 19e eeuw              |           | Binnenhaven 16                                   | 51° 56' 5" NB, 4° 52' 7" OL   | 30574  | Meer afbeeldingen               |
| Boerderij met woonhuis onder hoog schilddak en met gepleisterde gevels | Boerderij                 | 17e eeuw                           |           | Binnenhaven 24                                   | 51° 56' 4" NB, 4° 52' 7" OL   | 30575  | Meer afbeeldingen               |
| Woonhuis van een boerderij onder aan de voorzijde afgewolfd zadeldak en met gezwenkte gevel onder rechte lijst. Rechts een stoephek                                                                                     | Boerderij                 | derde kwart 19e eeuw               |           | Binnenhaven 30                                   | 51° 56' 3" NB, 4° 52' 8" OL   | 30576  | Meer afbeeldingen               |
| Woonhuis van een boerderij onder aan de voorzijde afgewolfd zadeldak en met gezwenkte gevel onder rechte lijst. Vensters met zesruitsschuiframen; zijstoephekken met hardstenen palen, waarvan de rechter is afgebroken | Woonhuis                  | derde kwart 19e eeuw               |           | Binnenhaven 38                                   | 51° 56' 2" NB, 4° 52' 9" OL   | 30577  | Meer afbeeldingen               |
| Woonhuisje met hoog schilddak en smalle, gepleisterde gevel onder rechte kroonlijst | Woonhuis                  | wellicht 16e eeuw                  |           | Binnenhaven 40                                   | 51° 56' 1" NB, 4° 52' 9" OL   | 30578  | Meer afbeeldingen               |
| Woonhuisje onder zadeldak en met eenvoudige puntgevel met vlechtingen | Woonhuis                  | mogelijk eerste kwart 19e eeuw     |           | Binnenhaven 46                                   | 51° 56' 1" NB, 4° 52' 9" OL   | 30579  | Meer afbeeldingen               |
| Woonhuisje onder zadeldak en met eenvoudige puntgevel met vlechtingen | Woonhuis                  | eerste kwart 19e eeuw              |           | Binnenhaven 48                                   | 51° 56' 1" NB, 4° 52' 9" OL   | 30581  | Meer afbeeldingen               |
| Hoekpand, in oorsprong boerderij met links een gezwenkte topgevel, afgedekt door een rechte lijst en rechts een opkam                                                                                                   | Woonhuis                  | 1697                               |           | Buitenhaven 1                                    | 51° 56' 7" NB, 4° 52' 6" OL   | 30582  | Meer afbeeldingen               |
| Pand onder zadeldak, dat aan de voorzijde is afgewolfd | Woonhuis                  | derde kwart 19e eeuw               |           | Buitenhaven 3                                    | 51° 56' 8" NB, 4° 52' 5" OL   | 30583  | Meer afbeeldingen               |
| Pand onder hoog zadeldak tussen puntgevels | Woonhuis                  | 1613 (gevelsteen)                  |           | Buitenhaven 5                                    | 51° 56' 8" NB, 4° 52' 5" OL   | 30584  | Meer afbeeldingen               |
| Deftig herenhuis met verdieping en schilddak. De met een kroonlijst afgedekte voorgevel heeft een dubbele deur met gesneden trumeau uit de bouwtijd in empire-omlijsting                                                | Woonhuis                  | midden 19e eeuw                    |           | Buitenhaven 9                                    | 51° 56' 9" NB, 4° 52' 5" OL   | 30585  | Meer afbeeldingen               |
| Smal pandje rechts naast het Arsenaal. Zadeldak met puntgevel. In de geveltop een sieranker | Woonhuis                  | mogelijk 18e eeuw                  |           | Buitenhaven 13                                   | 51° 56' 10" NB, 4° 52' 4" OL  | 30587  | Meer afbeeldingen               |
| Pand onder hoog, afgewolfd zadeldak | Woonhuis                  | 16e eeuw (oorsprong)               |           | Buitenhaven 6                                    | 51° 56' 8" NB, 4° 52' 7" OL   | 30588  | Meer afbeeldingen               |
| Pand onder zadeldak met aan de voorzijde gepleisterde puntgevel | Woonhuis                  | eerste helft 19e eeuw              |           | Buitenhaven 10                                   | 51° 56' 9" NB, 4° 52' 7" OL   | 30589  | Meer afbeeldingen               |
| Pand onder zadeldak, dat aan de voorzijde is afgewolfd en met gepleisterde, ingezwenkte gevel onder lijst | Woonhuis                  | mogelijk 18e eeuw                  |           | Buitenhaven 14                                   | 51° 56' 9" NB, 4° 52' 7" OL   | 30590  | Meer afbeeldingen               |
| Pand onder hoog schilddak en met gepleisterde gevel onder rechte lijst | Woonhuis                  | 17e eeuw                           |           | Hoogstraat 33                                    | 51° 56' 7" NB, 4° 52' 11" OL  | 30591  | Meer afbeeldingen               |
| Pand onder zadeldak en met aan de voorzijde gepleisterde puntgevel | Woonhuis                  | 17e eeuw                           |           | Hoogstraat 45                                    | 51° 56' 7" NB, 4° 52' 9" OL   | 30592  | Meer afbeeldingen               |
| Stadhuis van Nieuwpoort | Bestuursgebouw en onderdl | 1697                               |           | Hoogstraat 53                                    | 51° 56' 7" NB, 4° 52' 7" OL   | 30593  | Meer afbeeldingen               |
| Boerderij uit het midden van de 19e eeuw onder pannen zadeldak, dat aan de voorzijde is afgewolfd en aan de achterzijde aansluit tegen een houten puntgevel met makelaar en windwijzer                                  | Boerderij                 | midden 19e eeuw                    |           | Hoogstraat 79                                    | 51° 56' 6" NB, 4° 51' 59" OL  | 30595  | Meer afbeeldingen               |
| Woonhuis onder zadeldak. Aan de voorzijde hoge puntgevel met waterlijsten, vlechtingen en staafankers | Woonhuis                  | 17e eeuw                           |           | Hoogstraat 20                                    | 51° 56' 7" NB, 4° 52' 12" OL  | 30596  | Meer afbeeldingen               |
| Hoekpand Buitenhaven. Pand onder hoog, aan de voorzijde afgewolfd zadeldak. Ingezwenkte gevel onder rechte lijst. Links een opkamer. Op de linkerhoek van de voorgevel een smeedijzeren stoephekje                      | Woonhuis                  | 19e eeuw                           |           | Hoogstraat 44                                    | 51° 56' 8" NB, 4° 52' 7" OL   | 30597  | Meer afbeeldingen               |
| Pand met zadeldak en gepleisterde puntgevel | Woonhuis                  | 17e eeuw                           |           | Hoogstraat 58                                    | 51° 56' 7" NB, 4° 52' 3" OL   | 30598  | Meer afbeeldingen               |
| Voormalige smederij | Industrie                 | 17e eeuw                           |           | Achter het Arsenaal 2                            | 51° 56' 7" NB, 4° 52' 3" OL   | 30599  | Meer afbeeldingen               |
| Boogbrug | Brug                      | mogelijk 18e eeuw                  |           | Boogbrug verbinding Nieuwpoortsesteeg en Singel. | 51° 55' 58" NB, 4° 52' 12" OL | 30600  | Boogbrug                        |
| Boogbrug | Brug                      | 1865 (jaartal)                     |           | Binnenhaven bij 20                               | 51° 56' 4" NB, 4° 52' 8" OL   | 30603  | Meer afbeeldingen               |
| Vestingwerken | Omwalling                 | 1673-1690                          |           | Vestingwerken Nieuwpoort.                        | 51° 56' 1" NB, 4° 52' 4" OL   | 344417 | Meer afbeeldingen               |
| Bastion I | Fort, vesting en -onderdl |                                    |           | Westelijk Bastion                                | 51° 56' 0" NB, 4° 52' 1" OL   | 344418 | Meer afbeeldingen               |
| Courtine I - II | Omwalling                 |                                    |           | Courtine I-II                                    | 51° 56' 9" NB, 4° 51' 56" OL  | 344419 | Meer afbeeldingen               |
| Bastion II. Hol bastion met gracht voor de linkerface ter breedte van ca. 40 meter en grotendeels gedempte gracht voor de rechterface ter breedte van ca. 40 meter.                                                     | Fort, vesting en -onderdl |                                    |           | Noordwestelijke Bastion                          | 51° 56' 13" NB, 4° 51' 58" OL | 344420 | Meer afbeeldingen               |
| Courtine II-III | Omwalling                 |                                    |           | Buitenhaven bij 38                               | 51° 56' 12" NB, 4° 52' 6" OL  | 344421 | Meer afbeeldingen               |
| Bastion III. Hol bastion met gebogen rechterflank en voorgelegen gedempte gracht ter breedte van ca. 40 meter | Fort, vesting en -onderdl |                                    |           | Noordoostelijk Bastion                           | 51° 56' 12" NB, 4° 52' 13" OL | 344422 | Meer afbeeldingen               |
| Courtine III-IV | Omwalling                 |                                    |           | Courtine III-IV bij Hoogstraat                   | 51° 56' 2" NB, 4° 52' 17" OL  | 344423 | Meer afbeeldingen               |
| Bastion IV | Fort, vesting en -onderdl |                                    |           | Oostelijke Bastion bij Hoogstraat                | 51° 56' 7" NB, 4° 52' 19" OL  | 344424 | Meer afbeeldingen               |
| Courtine IV - V | Omwalling                 |                                    |           | Wal tegenover 12                                 | 51° 56' 2" NB, 4° 52' 17" OL  | 344425 | Upload foto                     |
| Bastion V | Fort, vesting en -onderdl |                                    |           | Zuidoostelijke Bastion bij Wal.                  | 51° 55' 60" NB, 4° 52' 18" OL | 344426 | Meer afbeeldingen               |
| Courtine V - VI | Omwalling                 |                                    |           | Binnenhaven bij 48                               | 51° 56' 2" NB, 4° 52' 17" OL  | 344427 | Meer afbeeldingen               |
| Bastion VI | Fort, vesting en -onderdl |                                    |           | Zuidwestelijke Bastion Bij de Waterschuur.       | 51° 55' 58" NB, 4° 52' 3" OL  | 344428 | Meer afbeeldingen               |
| Courtine VI - I | Omwalling                 |                                    |           | Courtine Bij de Waterschuur                      | 51° 56' 3" NB, 4° 52' 2" OL   | 344429 | Upload foto                     |
| Oude Vest, restant cirkelvormige gracht | Fort, vesting en -onderdl |                                    |           | Oude Vest bij Nieuwpoortseweg                    | 51° 55' 54" NB, 4° 52' 15" OL | 344430 | Meer afbeeldingen               |
| Inundatiesluis onder het raadhuis | Open verdedigingswerk     | 1696                               |           | Hoogstraat 53                                    | 51° 56' 7" NB, 4° 52' 7" OL   | 344431 | Meer afbeeldingen               |
| Arsenaal | Militaire opslagplaats    | 1781 (jaartal)                     |           | Buitenhaven 11                                   | 51° 56' 9" NB, 4° 52' 4" OL   | 344432 | Meer afbeeldingen               |
| Rentenierswoning | Woonhuis                  | ca. 1860                           |           | Hoogstraat 81                                    | 51° 56' 6" NB, 4° 51' 58" OL  | 510010 | Meer afbeeldingen               |
| Veerhuis | Transport                 | 1871-1872                          |           | Buitenhaven 29                                   | 51° 56' 12" NB, 4° 52' 4" OL  | 510012 | Meer afbeeldingen               |
| Schuur en bijbehorende veerhuis | Opslag                    | 1873 (schuur) 1871-1872 (veerhuis) |           | Buitenhaven bij 29                               | 51° 56' 12" NB, 4° 52' 4" OL  | 510013 | Schuur en bijbehorende veerhuis |